# Clara Schuch
Clara Schuch, född Bohm december 1879, död maj 1936 i Berlin, var en tysk politiker (socialdemokrat). Hon var ledamot i den tyska riksdagen 1919-33. 